# Provincia de Ioba
Ioba es una de las 45 provincias de Burkina Faso, su capital es Dano.

## Departamentos (población estimada a 1 de julio de 2018)
La provincia está dividida en siete departamentos:
- Dano 64,217
- Dissin 50,048
- Guéguéré 45,661
- Koper 19,857
- Niego 12,221
- Oronkua 29,104
- Ouessa 12,954
- Zambo 25,352